# Nototheniidae
De IJskabeljauwen (Nototheniidae) vormen een familie in de orde van de baarsachtigen (Perciformes).
Ze worden hoofdzakelijk aangetroffen in de zuidelijke oceanen, uit de kust van Antarctica. Het is de dominante Antarctische vissenfamilie die zowel de niches van de bodem als het water erboven bevolkt. Omdat de vissen geen zwemblaas hebben, zijn ze aangepast aan leven in de diepte. Ze hebben meer vetweefsel en minder mineralen in de botten, waardoor de dichtheid van de vis bijna gelijk is aan het omringende water. De meeste soorten hebben anti-vrieseiwitten in het bloed en lichaamsvloeistoffen die hen beschermen tegen zeer lage watertemperaturen.
Sommige soorten zijn polymorf, zoals Trematomus newnesi.
De familie staat onder druk vanwege de commerciële visvangst in de Zuidelijke Oceaan.

## Geslachten
- Aethotaxis DeWitt, 1962
- Cryothenia Daniels, 1981
- Dissostichus Smitt, 1898[
- Gobionotothen Balushkin, 1976
- Gvozdarus Balushkin, 1989
- Lepidonotothen Balushkin, 1976
- Notothenia Richardson, 1844
- Nototheniops Balushkin, 1976
- Pagothenia Nichols & La Monte, 1936
- Paranotothenia Balushkin, 1976
- Patagonotothen Balushkin, 1976
- Pleuragramma Boulenger, 1902
- Trematomus Boulenger, 1902